# Argonon
Das Tankschiff Argonon ist das erste Binnenschiff auf europäischen Wasserstraßen, das mit einem Gemisch aus 80 Prozent Flüssigerdgas (LNG) und 20 Prozent Dieselkraftstoff betrieben wird. Es fährt mit einer Ausnahmegenehmigung der Zentralkommission für die Rheinschifffahrt (ZKR). 

## Konstruktion
Der Schiffsrumpf wurde 2009/2010 auf der Sainty Marine Werft in China gebaut und auf einem Schwerlastponton zusammen mit sieben anderen Kaskos nach Rotterdam geschleppt. Der Rumpf ist eine Doppelhüllenkonstruktion mit einer Y-Struktur in den Bordwänden. Diese erlaubt eine großflächige Verformung der Außenhaut, ohne dass Risse entstehen, und ist nach einem Patent von Deen Shipping gebaut. Durch diese Bauart sind auch größere Tanks als in normalen Doppelhüllenschiffen erlaubt. 
Das Schiff ist als Bunkerschiff konzipiert und kann gleichzeitig zwei verschiedenen Produkte laden und löschen. Die Ladung wird mit einem an Bord installierten Heizungssystem erwärmt, das die Abwärme von zwei gasbetriebenen 30 kW-Capstone Microturbinen bezieht. Außerdem wird die Abwärme für die Zentralheizung, die Verdampferanlage und die Warmwasserversorgung an Bord genutzt.

## Antrieb
Der Antrieb erfolgt mittels Dual-Fuel-Dieselmotoren, an Deck steht ein 40 m³ fassender isolierter Doppelhüllentank aus Edelstahl zur Lagerung des LNG mit einer Verdampferanlage. Der Tank steht unter einem Druck von drei Bar bei −152 bis −155 °C. Eine Tankfüllung LNG reicht aus für eine Reise Rotterdam-Basel und zurück. Durch den Betrieb mit LNG und Diesel wird der Ausstoß von CO2 um rund 20 %, NOx um rund 50 % und der Feinstaubausstoß um rund 95 % reduziert. Da LNG preiswerter als Dieseltreibstoff ist, ergeben sich Betriebskosteneinsparungen, mit denen sich die erheblichen Mehrkosten in 6 Jahren amortisieren sollen.